# Tariku Bekele
Tariku Bekele Beyecha (provincie Arsi, 21 januari 1987) is een Ethiopisch langeafstandsloper, die zich heeft gespecialiseerd in de 5000 m. Hij is de jongere broer van Kenenisa Bekele.

## Loopbaan
Zijn beste prestatie behaalde Bekele in 2008 met het winnen van de 3000 m op de wereldindoorkampioenschappen in Valencia. Met een tijd van 7.48,23 versloeg hij de Keniaan Paul Kipsiele Koech (zilver; 7.49,05) en zijn landgenoot Abreham Cherkos (brons; 7.49,96). Dat deze prestatie geen uitschieter was, bewees hij vervolgens op de Olympische Spelen in Peking, waar hij in de finale van de 5000 m zelfs nog korte tijd zijn broer Kenenisa van kop afloste, totdat deze na 3 kilometer het heft definitief in handen nam en het olympisch goud magistraal naar zich toehaalde. Tariku werd ten slotte in 13.19,06 zesde, waarbij hij ook zijn landgenoot Cherkos, die hij in Valencia nog had verslagen, voor moest laten gaan.

## Titels
- Wereldindoorkampioen 3000 m - 2008
- Wereldjeugdkampioen 5000 m - 2006

## Persoonlijk records
Outdoor
| Onderdeel   | Tijd     | Datum            | Plaats               |
| ----------- | -------- | ---------------- | -------------------- |
| 1500 m      | 3.37,26  | 24 juni 2008     | Jerez de la Frontera |
| 3000 m      | 7.28,70  | 29 augustus 2010 | Rieti                |
| 2 Eng. mijl | 8.04,83  | 10 juni 2007     | Eugene               |
| 5000 m      | 12.52,45 | 1 juni 2008      | Berlijn              |

Indoor
| Onderdeel   | Prestatie | Datum            | Plaats     |
| ----------- | --------- | ---------------- | ---------- |
| 3000 m      | 7.31,09   | 2 februari 2008  | Stuttgart  |
| 2 Eng. mijl | 8.13,32   | 18 februari 2006 | Birmingham |

## Prestaties

### Kampioenschappen
| Jaar | Wedstrijd                   | Plaats      | Resultaat | Extra    |
| ---- | --------------------------- | ----------- | --------- | -------- |
| 2003 | WK voor B-junioren          | Sherbrooke  | 2e        | 3000 m   |
| 2004 | WJK                         | Grosseto    | 3e        | 5000 m   |
|      | Wereldatletiekfinale        | Monte Carlo | 10e       | 5000 m   |
| 2005 | WK                          | Helsinki    | 7e        | 5000 m   |
|      | Wereldatletiekfinale        | Monte Carlo | 5e        | 3000 m   |
| 2006 | WK indoor                   | Moskou      | 6e        | 3000 m   |
|      | WK junioren                 | Peking      | 1e        | 5000 m   |
|      | Wereldatletiekfinale        | Stuttgart   | 4e        | 5000 m   |
| 2007 | WK                          | Osaka       | 5e        | 5000 m   |
| 2008 | WK indoor                   | Valencia    | 1e        | 3000 m   |
|      | OS                          | Peking      | 6e        | 5000 m   |
| 2010 | WK indoor                   | Doha        | 4e        | 3000 m   |
|      | Afrikaanse kampioenschappen | Nairobi     | 6e        | 5000 m   |
| 2012 | OS                          | Londen      | 3e        | 10.000 m |

### Golden League-podiumplekken
| Jaar | Wedstrijd   | Plaats  | Resultaat | Extra  | Tijd     |
| ---- | ----------- | ------- | --------- | ------ | -------- |
| 2006 | ISTAF       | Berlijn | 2e        | 5000 m | 13.04,83 |
| 2008 | ISTAF       | Berlijn | 2e        | 5000 m | 12.52,45 |
|      | Golden Gala | Rome    | 3e        | 5000 m | 13.06,00 |

### Diamond League-podiumplaatsen
| Jaar | Wedstrijd           | Plaats   | Resultaat | Extra  | Tijd     |
| ---- | ------------------- | -------- | --------- | ------ | -------- |
| 2010 | Bislett Games       | Oslo     | 2e        | 5000 m | 12.53,97 |
|      | Prefontaine Classic | Eugene   | 1e        | 5000 m | 12.58,93 |
|      | Weltklasse Zürich   | Zürich   | 1e        | 5000 m | 12.55,03 |
| 2011 | Adidas Grand Prix   | New York | 3e        | 5000 m | 13.06,06 |